# 最伟大的德国人
最伟大的德国人（德語：Unsere Besten，直译：我们当中最好的人）是2003年11月在德国电视二台（ZDF）播出的电视系列节目，衍伸自英国英国广播公司的节目“最伟大的100名英国人”。在节目播出的几年后德国亦出现十几个类似的排名，大多以“德国人最喜欢的话题”为题，例如书籍、地点、歌曲、演员、喜剧演员、体育人士（足球员另列）、发明和电视节目（奥运会节目另列）。

## 最伟大的德国人
节目的最初目的是找出“谁是最伟大的德国人？”（Wer sind die größten Deutschen?），并用排名列出。德国公众可以通过明信片、短信或互联网，从涵盖超过300多位历史及当代德国人的名单中投票选出最伟大的德国人，并能附上额外建议。
将名单预先设定好的原因有两个：
- 排除德国历史上某些时期的争议性人物，如阿道夫·希特勒和埃里希·昂纳克。
- 由于德国历史十分复杂及其边界的变动，节目需要事先定义哪些人是“德国人”，这可能会排除诸如莫扎特和罗密·施奈德（生于今奥地利）或艾伯特·史怀哲（生于今法国）等人。

然而，节目将以德语为母语的尼古拉·哥白尼斯列入科学家名单在波兰引起非议。哥白尼在波兰被尊为民族英雄，波兰参议院于2003年6月12日宣布他为 “卓越波兰人”。同样，节目把莫扎特和弗洛伊德加入候选名单也在奥地利受到批评。另外该节目也因其对电话投票收取昂贵费用而爆发争议。
在最终前十名的决选中，主办方举行了额外投票，每个候选人都由一位“宣传大使”（大多数是记者）来解说他們所支持人物的成就与重要性。

## 最终名单
| 排名 | 姓名        | 姓名                 | 著名成就 | 提名宣传大使                              |
| ---- | ----------- | -------------------- | --- | ----------------------------------------- |
| 1    | Adenauer !  | 康拉德·阿登纳        | 西德总理（1949年至1963年任职），因使战后的西德重新成为民主国家和政治经济大国而受到钦佩。                                              | 吉多·克诺普，记者兼作家                   |
| 2    | Luther !    | 马丁·路德            | 宗教改革领袖、新教之父。 | 马戈·开斯曼，神学家                       |
| 3    | Marx !      | 卡尔·马克思          | 作家、经济学家和哲学家。科学社会主义创始人。                                                                                          | 格雷戈爾·吉西，政治家                     |
| 4    | Scholl !    | 索菲和汉斯·朔尔      | 活动家，二战期间反纳粹抵抗团体白玫瑰的成员。                                                                                          | 爱莉丝·史瓦泽，记者                       |
| 5    | Brandt !    | 维利·勃兰特          | 西德总理（1969年至1974年任职），实施 “东方政策”，因其和平主义政策和对德国战争罪行进行正式公开道歉而受到钦佩。1971年获得诺贝尔和平奖。 | 弗雷德里希·诺沃提尼，记者                 |
| 6    | Bach !      | 约翰·塞巴斯蒂安·巴赫 | 作曲家，其作品如B小調彌撒曲、D小調觸技曲與賦格、马太受难曲、约翰受难曲至今仍脍炙人口。                                                | 戈茨·阿尔兹曼，电视节目主持人兼歌手       |
| 7    | Goethe !    | 约翰·沃夫岡·冯·歌德  | 诗人、小说家和剧作家，《少年维特的烦恼》和《浮士德》的作者；被广泛推崇为有史以来最重要和最有影响力的德语作家。                        | 彼得·左丹，演员、导演兼政治家             |
| 8    | Gutenberg ! | 约翰内斯·古騰堡      | 欧洲活字印刷术发明者。 | 沃尔夫·冯·罗耶夫斯基，记者                |
| 9    | Bismarck !  | 奥托·冯·俾斯麦       | 政治家，1871年建立统一的德意志帝国，首任帝国首相，人称“铁血宰相”。                                                                    | 赫尔穆特·马克沃特，记者                   |
| 10   | Einstein !  | 阿爾伯特·爱因斯坦    | 理论物理学家，发表广义相对论和光电效应，因其推动和平主义而受到欢迎。1921年获诺贝尔物理学奖。                                          | 尼娜·吕格，记者、电视节目主持人兼小说家。 |

## 第11–100名
1. 阿道夫·科尔平（英语：Adolph Kolping）（1813-1865），牧师和人道主义活动家。为青年工人提供社会支持。1991年受封真福者。
2. 路德维希·范·贝多芬（1770–1827），作曲家（知名作品如《第5號交響曲》、《第9號交響曲》）
3. 赫尔穆特·科尔（1930-2017），西德总理（1982年至1998年任职），在1990年两德统一中发挥了重要作用。
4. 罗伯特·博世（1861-1942），发明家、工业家，创立罗伯特·博世公司。
5. 丹尼尔·库布拉克（英语：Daniel Küblböck）（1985–2018），流行歌手。
6. 康拉德·楚澤（1910-1995），计算机发明家，发明了第一台商业计算机Z4。
7. 约瑟夫·肯特尼（英语：Joseph Kentenich）（1885-1968），牧师和神学家，捨恩施塔特神父會（英语：Schoenstatt Movement）创始人。
8. 阿尔伯特·史怀哲（1875-1965），医生和慈善家，在非洲長期從事人道醫療工作而聞名。1952年获得诺贝尔和平奖。
9. 卡尔海因茨·伯姆（1928-2014），演员和慈善活动家。
10. 沃尔夫冈·阿马德乌斯·莫扎特（1756-1791），作曲家（知名作品如《小夜曲》、《魔笛》）。生于神圣罗马帝国萨尔茨堡，当时属于萨尔茨堡采邑总主教区。萨尔茨堡今位于奥地利。
11. 赫尔穆特·施密特（1918-2015），西德总理（1974年至1982年任职）。
12. 雷金·希尔德布兰特（英语：Regine Hildebrandt）（1941-2001），政治家。
13. 爱丽丝·施瓦泽（英语：Alice Schwarzer）（1942-），女权主义记者。EMMA杂志（英语：EMMA_(magazine)）创始人。
14. 托马斯·戈特沙尔克（英语：Thomas Gottschalk）（1950-），广播和电视节目主持人。
15. 赫伯特·格罗内梅尔（英语：Herbert Grönemeyer）（1956-），摇滚歌手、演员和人道主义活动家。
16. 迈克尔·舒马赫（1969-），赛车手。
17. 路德维希·艾哈德（1897-1977），西德总理（1963年至1966年任职）。领导德国战后的经济改革，对经济衰退负有主要责任。
18. 威廉·伦琴（1845-1923），物理学家。发现了X射线。1901年获得诺贝尔物理学奖。
19. 君特·耀赫 （1956-），电视节目主持人和记者。
20. 迪特·金特·波伦（1954-），流行歌手（摩登語錄合唱團），电视节目主持人和音乐制作人
21. 扬·乌尔里希（1973年-），自行车运动员。
22. 施特菲·格拉夫（1969-），网球运动员。
23. 萨穆埃尔·哈内曼（1755-1843）医生，发明顺势疗法。
24. 迪特里希·潘霍華（1906-1945），神学家和路德宗牧师，认信教会的共同创始人，因抵抗纳粹主义而被处决。
25. 鲍里斯·贝克尔（1967年），网球运动员。
26. 弗朗茨·贝肯鲍尔（1945-2024），足球运动员、教练及总教练。
27. 奧斯卡·辛德勒（1908-1974），实业家，拯救超过1200名犹太人，小说《辛德勒的方舟》和电影《辛德勒的名单》的主角。
28. 妮娜（1960-），流行歌手（成名曲为《99只气球（英语：99 Luftballons）》）。
29. 汉斯-迪特里希·根舍（1927-2016），政治家。西德副总理（1974-1982，1982-1992）、外交部长（1974-1982，1982-1992）、内政部长（1969-1974）。
30. 海因茨·吕曼（英语：Heinz Rühmann）（1902-1994），电影演员。
31. 哈拉尔-施密特（英语：Harald Schmidt）（1957-），喜剧演员和电视节目主持人。
32. 腓特烈大帝（1712–1786），普魯士國王。
33. 伊曼努尔·康德（1724-1804），哲学家（代表作《纯粹理性批判》）。
34. 帕特里克·林德纳（英语：Patrick Lindner）（1960-），歌手和电视节目主持人。
35. 哈特穆特·恩格勒（1960-），歌手。
36. 赫德嘉·馮·賓根（1098-1174），修女、作家、诗人、哲学家和作曲家。
37. 海诺（英语：Heino）（1938-），流行歌手。
38. 里夏德·馮·魏茨澤克（1920-2015），联邦总统（1984-1994）。
39. 克勞斯·馮·施陶芬貝格（1907-1944），反希特勒军官，7月20日密謀案主要執行人物之一。
40. 瑪蓮娜·迪特利希（1901-1992），电影演员和歌手（代表作《藍天使（德语：Der blaue Engel）》）。
41. 罗伯特·科赫（1843-1910），医生，提出了柯霍氏法則，并分离出炭疽桿菌、結核桿菌和霍亂弧菌，1905年获得诺贝尔生理及医学奖。
42. 约瑟夫·菲舍尔（1948年-），联邦德国外交部长（1998-2005）和副总理（1998-2005）。
43. 卡尔·迈（1842-1912），小说家。
44. 维科·冯·布洛（英语：Loriot）（1923-2011），喜剧演员、漫画家、电影导演、演员和作家。
45. 艾爾伯圖斯·麥格努斯（约1200-1280），哲学家和神学家，1622年受封真福者，1931年封圣。
46. 鲁迪·沃勒尔（1960-），足球运动员。
47. 海因茨·艾哈特（英语：Heinz Erhardt）（1909-1979），喜剧演员。
48. 罗伊·布莱克（英语：Roy Black (singer)）（1943-1991），歌手和演员。
49. 海因茨-哈拉尔德·弗伦岑（1967-），赛车手。
50. 沃尔夫冈·阿佩尔（德语：Wolfgang Apel）（1951-2017），动物保护人士。
51. 亚历山大·冯·洪堡（1769-1859），植物学家和探险家。
52. 彼得·克劳斯（1939-），歌手。
53. 韦恩赫尔·冯·布劳恩（1912-1977），火箭科学家。V-2火箭和土星5号运载火箭的发明者。
54. 德克·诺维茨基（1978-），篮球运动员。
55. 坎皮诺（英语：Campino (singer)）（1962-），歌手。
56. 弗朗茨·約瑟夫·施特勞斯（1915-1988），政治家。联邦国防部长（1956-1962）、联邦财政部长（1966-1969）、联邦核子事务部长（1955-1956）。
57. 塞巴斯蒂安·克尼普（英语：Sebastian Kneipp）（1821-1883），医生。开发了克尼普法。
58. 弗里德里希·席勒（1759-1805），小说家、诗人、哲学家和剧作家。
59. 理查德·瓦格纳（1813-1883），作曲家（知名于《尼伯龙根的指环》）。
60. 卡特琳娜·维特（1965-），花式滑冰运动员。
61. 弗里茨·瓦尔特（1920-2002），足球运动员，1954年國際足協世界盃德国队时任队长，带领队伍夺冠。
62. 妮可（1960-），流行歌手。
63. 弗里德里希·冯·博德施温（英语：Friedrich von Bodelschwingh）（1877-1962），神学家，贝瑟尔基金会的创始人。
64. 奧托·李林塔爾，（1848-1896）航空先驱，发明了滑翔机。
65. 玛丽昂·登霍夫（英语：Marion Gräfin Dönhoff）（1909-2002），记者。
66. 托马斯·曼（1875-1955），小说家（代表作《布登勃洛克家族》、《威尼斯之死》）。1929年获诺贝尔文学奖。
67. 赫尔曼·黑塞（1877-1962），小说家（代表作《荒原狼》、《流浪者之歌》）。1946年获诺贝尔文学奖。
68. 罗密·施奈德（1938-1982），电影演员（代表作《我爱西施》），生于奥地利维也纳，拥有德国和法国双重国籍。
69. 斯文·汉纳瓦尔德（1974-），跳台滑雪运动员。
70. 奧地利-匈牙利的伊麗莎白（1837-1898），人称 “茜茜”，奥匈帝国的皇后，生于慕尼黑。
71. 威利-米洛维茨（英语：Willy Millowitsch）（1909-1999），演员和喜剧演员。
72. 格哈特·施羅德（1944-），德国总理（1998-2005）。
73. 约瑟夫·博伊斯（1921-1986），艺术家（代表作《如何向死兔子講解圖畫》）。
74. 弗里德里希·尼采（1844-1900），哲学家（代表作《查拉圖斯特拉如是說》）。
75. 魯迪·杜契克（1940-1979），德国六八学运領袖、代表發言者之一。
76. 嘉祿·萊曼（1936-2018），牧师。
77. 贝特·乌斯（英语：Beate Uhse-Rotermund）（1919-2001），飞行员、企业家和色情产业先锋。
78. “瓦砾女”（英语：Trümmerfrau），对二战后重建被炸建筑物的妇女之昵称。
79. 卡爾·弗里德里希·高斯（1777-1855），数学家和物理学家（代表作《算术研究》）。
80. 赫尔穆特·拉恩（1929-2003），足球运动员，在1954年世界盃踢进致胜一球。
81. 阿尔布雷希特·丢勒（1471-1528），画家和雕刻家（代表作《启示录》、《忧郁 I》）。
82. 马克斯·施梅林（英语：Max Schmeling）（1905-2005），拳击手。
83. 卡尔·本茨（1844-1929），商人和发明家，发明了第一辆内燃机驱动的汽车奔驰专利电机车1号。
84. 腓特烈二世（1194-1250），神圣罗马帝国皇帝（1220-1250）。
85. 莱因哈德·梅伊（英语：Reinhard Mey）（1942-），流行歌手。
86. 海因里希·海涅（1797-1856），诗人、记者和小说家。
87. 格奧爾格·艾爾塞（1903-1945），木匠，反納粹人士，1939年试图刺杀希特勒，失败被处决。
88. 康拉德·杜登（1829-1911），语言学家，编写了德语词典《杜登辭典》。
89. 詹姆斯·拉斯特（1929–2015），作曲家、大樂隊指揮、輕音樂大師。
90. 乌韦·泽勒（1936年），足球运动员。

## 類似活動
- 法国电视二台舉辦了「最偉大的法國人」（Le Plus Grand Français）票選。
- 英國廣播公司於2002年舉辦了「最伟大的100名英国人」（100 Greatest Britons）票選。
- 荷蘭KRO電台舉辦了「最伟大的荷兰人」（De Grootste Nederlander）票選。
- 加拿大廣播公司於2004年4月舉辦了「最偉大的加拿大人」（The Greatest Canadian）票選
- 南非廣播公司舉辦了「最偉大的南非人」（SABC3's Great South Africans）票選。
- 芬蘭YLE電視台舉辦了 「偉大的芬蘭人」（Great Finns）.[4]
- 美國在線電視台舉辦了「最偉大的美國人」（The Greatest American）票選。
- 比利時電視臺曾舉辦「最偉大的比利時人」（De Grootste Belg） 票選.
- 捷克在2005年6月播出「最偉大的捷克人」（Největší Čech）。
- 「100位威爾士英雄」 的票選結果產生於2003年4月的在線投票。
- 保加利亞的「偉大的保加利亞人」 （Великите българи）在2007年2月結束活動。
- 在西班牙，Antena 3於2007年5月22日選出現任國王胡安·卡洛斯一世為「歷史上最重要的西班牙人」（El Español De La Historia）第一名。
- 2005年，新西蘭Prime TV播出了「新西蘭100大創造歷史者」（New Zealand's Top 100 History Makers）
- 希臘Skai TV於2009年1月播出「偉大的希臘人」 節目（Megaloi Ellines, Great Greeks）